# 达呼里早熟禾
达呼里早熟禾（学名：Poa attenuata var. dahurica）为禾本科早熟禾属下的一个种。